# کاه و کوه
کاه و کوه داستانی انتقادی از محمدعلی جمال‌زاده است که در مجموعۀ آسمان و ریسمان آمده‌است. این داستان در مورد دو دانشجوی ایرانی است که در خارج از کشور زندگی می‌کنند. در گفتگویی طولانی دلایل معاشرت نکردنشان با سایر ایرانیان را بیان می‌کنند. آن دو معتقدند که ایرانیان خارج از کشور پر ادعا، خودخواه و اهل غیبت و ایرادگیری از دیگران‌ هستند اما در بین گفتگویشان معلوم می‌شود که خودشان - حتی شاید بیشتر از دیگران- از این عیوب برخوردارند.
این مجموع داستان در فروردین ۱۳۴۲ در نشریه پتیمان ارگان انجمن دانشجویان ایرانی دانشگاه لیدز در انگلیس منتشر شد.

## منبع
فرهنگ ادبیات فارسی جاپ چهارم، محمد شریفی، انتشارات معین